# 贝德纳克
贝德纳克（法語：Bedenac，亦作，法語發音：[bedənak]）是法国滨海夏朗德省的一个市镇，位于该省南部，属于容扎克区。

## 地理
贝德纳克（45°9'55"N, 0°18'7"W）面积40.23 平方千米，位于法国新阿基坦大区滨海夏朗德省，该省份为法国西部滨海省份，北起旺代省，西临大西洋，南至吉倫特省，东南接多爾多涅省，东北接德塞夫勒省接壤，东临夏朗德省。
与贝德纳克接壤的市镇（或旧市镇、城区）包括：比萨克福雷、克莱拉克、蒙略拉加德、拉普亚德、拉吕斯卡德。
贝德纳克的时区为UTC+01:00、UTC+02:00（夏令时）。

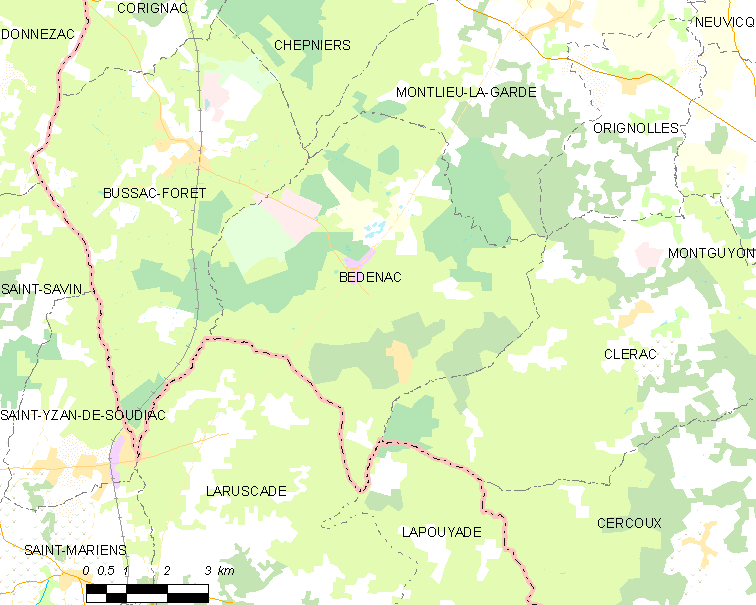
贝德纳克的OSM定位图

## 行政
贝德纳克的邮政编码为17210，INSEE市镇编码为17038。

## 政治
贝德纳克所属的省级选区为三山县。

## 人口

1962-2008年间贝德纳克人口变化图示

贝德纳克于2022年1月1日时的人口数量为689人。